# Cereus lanosus
Cereus lanosus är en kaktusväxtart som först beskrevs av Friedrich Ritter, och fick sitt nu gällande namn av P.J. Braun och Esteves. Cereus lanosus ingår i släktet Cereus och familjen kaktusväxter. Inga underarter finns listade i Catalogue of Life.